# ボブ・クルー
ロバート・スタンリー・"ボブ"・クルー （Robert Stanley "Bob" Crewe、1931年11月12日 - 2014年9月11日）は、 アメリカ合衆国のシンガーソングライター、ダンサー、 マネージャー、 レコードプロデューサー、ファインアーティストである。 彼の主な音楽作品のジャンルは、ロック、 ポップ、 R＆B、そしてソウルミュージックであった。彼はジャージー・ボーイズとフォー・シーズンズとの仕事で最もよく知られていた。フランキー・ヴァリとボブ・ゴーディオとの作品は、フォー・シーズンズのトップ10シングルのストリングを作った。また、フレディキャノン、レスリー・ゴーア、マイケル・ジャクソン、ボビー・ダーリン、ロバータ・フラック、パティ・ラベルなどのヒットレコーディングでも知られている。 
クルーはニュージャージー州ニューアークで生まれ、ベルビルで育った。 
クルーは、2014年9月11日にメイン州スカボローの老人ホームで亡くなった。彼は82歳だった。 